# Le serve rivali
Le serve rivali è un dramma giocoso per musica in due atti composto da Tommaso Traetta su libretto di Pietro Chiari. L'opera debuttò al Teatro San Moisè di Venezia nell'autunno del 1766. 

## Personaggi e interpreti
| personaggio | tipologia vocale | interpreti della prima, autunno 1766 |
| ----------- | ---------------- | ------------------------------------ |
| Letanzio    | tenore           | Antonio Nazzolini                    |
| Carlina     | soprano          | Brigida Marchesi                     |
| Giacinta    | mezzosoprano     | Teresa Zaccarini                     |
| Palmetta    | soprano          | Giovanna D'aquino                    |
| Giannino    | tenore           | Gioacchino Caribaldi                 |
| Don Grillo  | tenore           | Giacomo Rizzoli                      |